# Puiseux-en-Retz
 Puiseux-en-Retz  là một xã ở tỉnh Aisne, vùng Hauts-de-France thuộc miền bắc nước Pháp.